# Hi-Res Adventure
Hi-Res Adventure (High-Resolution Adventure, дословно с англ. — «Приключение в высоком разрешении»; также известен перевод с англ. — «Графическое приключение») — серия компьютерных приключенческих игр, разработанная и изданная On-Line Systems с 1980 по 1983 годы. В серию входят одни из первых графических квестов в истории компьютерной игровой индустрии.
Нумерация серии начинается с нуля, а все игры серии не связаны между собой сюжетно.
Серия игр Hi-Res Adventure рассматривается как набор хитов, которые сформировали первоначальную репутацию компании Sierra и позволили пережить ей кризис индустрии 1983 года

## Описание
Первые три игры серии — Mission Asteroid, Mystery House, Wizard and the Princess — вышли приблизительно в одно время. Их игровая система составляла словарь в 300—400 слов, и поддерживала обработку вводимых игроком до двух слов. По заключению редакции журнала Computer Gaming World, эти игры были несложны, но требовали некоторых умственных усилий. Игровой процесс составлял в решении возникающих проблем одной за другой, и каждая из них требовала от пары минут до нескольких часов.
Для игр серии программист и геймдизайнер Кен Уильямс разработал специальный язык Adventure Development Language (ADL), поддерживающий текстовые квесты, а также со временем, начиная с Wizard and the Princess, расширил палитру Apple II до 21 цвета за счёт оптического смешения цветов (англ. optical color mixing) — когда создается эффект, что за счёт мерцания двух разных цветов человеческий глаз воспринимает его как третий.
Рассматривая серию игр в ретроспективе отмечается, что успех создателей Hi-Res Adventure заключается в хорошей комбинации текстового описания приключения и графической составляющей, использующей воображение игрока. Относительно игрового процесса игры серии концентрировались на логическом решении задач и головоломок, нежели в способности найти нужные текстовые команды, что отличало эти игры от конкурентов.